# Tom Clancy’s EndWar
Tom Clancy's EndWar egy valós idejű taktikai videójáték, amit Ubisoft Shanghai fejlesztett. A játék Xbox 360,PlayStation 3, PlayStation Portable és Nintendo DS platformokra jelent meg 2008 novemberében, a PC-s változat pedig 2009. február 24-én került a boltokba.

## Történet
A Tom Clancy's: EndWar története szerint 2011-et írunk. Az Egyesült Államok és az Európai Unió szövetségének köszönhetően teljesen véget vetettek a nukleáris fenyegetésnek, ugyanis a közösen kifejlesztett védelmi rendszer, a SLAMS (Space-Land-Air Missile Shield, azaz űr-levegő-föld rakétapajzs) mindenféle nukleáris támadástól megvéd. A dolognak persze akadt hátulütője is, ugyanis a nagyhatalmak a háború hadszíntereit már az űrre is kiterjesztették. Mindeközben komoly energiaválság van kialakulóban. Az Egyesült Államok hanyatlóban van, nem rendelkezik a korábban megszokott politikai súllyal és hatalommal, közben létrejön egy egységes Európa, az Európai Föderáció, röviden EF, Oroszország pedig továbbra is különcködik és csendben meghúzza magát.Az olaj hordónkénti ára már a 200 dollárt súrolja, a világ gazdasága pedig szép lassan teljesen összeomlik. Az oroszok hatalmas olaj- és földgázkészleteiken meggazdagodva komoly fegyverkezési versenybe kezdenek, majd a Közel-Keleten felrobban egy atombomba, amit Irán hajít Szaúd-Arábiára. A harmadik világégés visszavonhatatlan kirobbanásának poharában az utolsó cseppet egy terrorcselekmény jelenti. Az amerikaiak Freedom Star" nevű űrállomása utolsó moduljának kilövésekor ugyanis bomba robban, ez pedig elegendő indok, hogy a három, korábban passzív fél végre egymás torkának essen, és kirobbanjon a harmadik világháború.

## Hatalmak
- Oroszország
- Európai föderáció
- Amerikai Egyesült Államok

## Külső hivatkozások
- Hivatalos weboldal
- Tom Clancy's EndWar[halott link] a MobyGames adatbázisában
- Az SG.hu értékelése[halott link]